# Mycetoporus solidicornis
Mycetoporus solidicornis är en skalbaggsart som beskrevs av Thomas Vernon Wollaston 1864. Mycetoporus solidicornis ingår i släktet Mycetoporus, och familjen kortvingar. Arten har ej påträffats i Sverige.